# Samarbetskommittén för ökad kvinnorepresentation

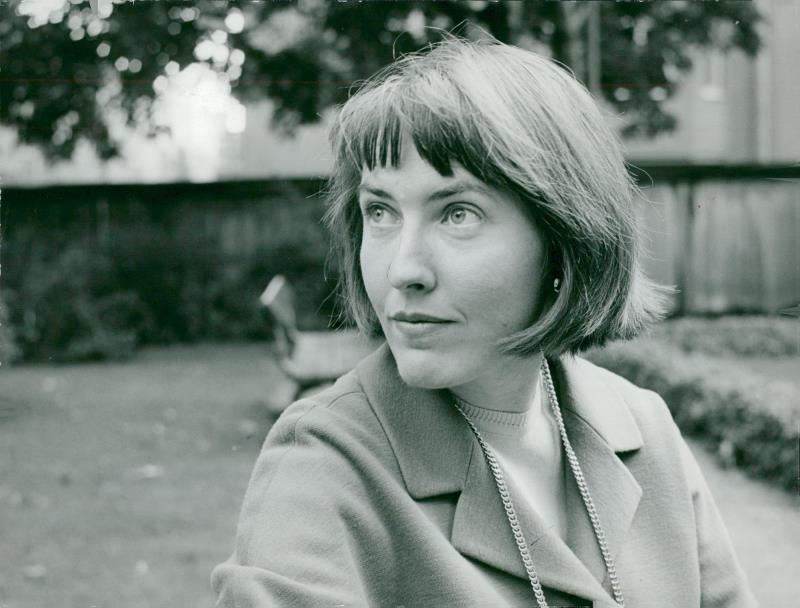
Margareta Ekström 1965

Samarbetskommittén för ökad kvinnorepresentation (SÖK), var en svensk kvinnoförening, bildad 1968.  SÖK drev en uppmärksammad kampanj tillsammans med partiernas kvinnoförbund för att uppmana kvinnor att engagera sig partipolitiskt och partierna att placera kvinnor på valbar plats. SÖK upphörde efter att kampanjen avslutades. 

## Historik
Syftet var att verka för en ökad kvinnlig politisk representation. Under 1960-talet uppgick kvinnornas antal i riksdagen till endast omkring en tiondel och hade inte ökat sedan femtiotalet: 1968 var 44 av riksdagens 36 ledamöter kvinnor. Under mandatperioden 1965–1968 fanns det 13 kvinnor i första kammaren och 31 i andra kammaren.
Under 1960-talet hade frågan diskuterats ofta i kvinnorörelsen, främst Fredrika Bremer-förbundet, som 1968 tog initiativet till att bilda SÖK. Både partiernas kvinnoförbund och opolitiska kvinnoföreningar ingick i SÖK, sammanlagt tio grupper. Bland dem fanns Fredrika Bremerförbundet, Sveriges Husmodersföreningars Riksförbund, Kooperativa Kvinnogillets förbund och Yrkeskvinnors Klubbars Riksförbund, samt fem politiska kvinnoförbund och Centerns ungdomsförbund. Bland dess medlemmar fanns Karin Westman-Berg, Barbro Backberger och Margareta Ekström. 
Syftet var att driva en kampanj för ökat engagemang bland kvinnor inför valet. SÖK lanserade sin kampanj med ett upprop till kvinnor att engagera sig, rösta och bli partipolitiskt anslutna i augusti 1968. SÖK var endast verksam under sin kampanj. Kampanjen hade inte mer än blygsam framgång; det var först i valet 1994 kvinnor på allvar uppnådde jämlik representation i riksdagen.